# Olga Korbut
Olga Valentinovna Korbut, em russo: Oльга Валентиновна Корбут, (Hrodna, 16 de maio de 1955) é uma ex-ginasta bielorrussa. Korbut participou mais notoriamente nos Jogos Olímpicos de 1972 em Munique onde as suas performances despertaram os olhares de todo o mundo.
Olga é tri-medalhista olímpica, feito alcançado em sua estreia, em Munique, onde conquistou as medalhas de ouro por equipes, solo e trave.
Foi apelidada "pardal de Minsk", em referência à sua graciosidade e à capital da Bielorrússia.

## Carreira
Nascida em Grodno (como era chamada a cidade de Hrodna), Olga é filha de Valentin, um engenheiro, e de Valentina, uma cozinheira. Além dos pais, a jovem ainda tinha duas irmãs mais jovens, Ludmilla e Zemfira. Ludmilla ingressou primeiro na modalidade  ginástica e Olga a seguiu. Sua baixa estatura a permitia ser mais ágil que as outras crianças e destacar-se na turma.
Aos onze, Korbut qualificou-se para ingressar na escola de esportes da União Soviética, junto a mais 500 outras meninas. Sua primeira treinadora foi a medalhista olímpica de Tóquio em 1964, Yelena Volchetskaya, que, junto à Renald Knysh, ressaltou a determinação e a audácia da menina para treinar novas acrobacias. Em 1967, aos doze anos de idade, a ginasta disputou o Campeonato Bielorrusso Júnior. No ano seguinte, conquistou as medalhas de ouro no salto, na trave e nas barras assimétricas no Campeonato Escolar Espartacus. Em 1969, no seu primeiro Campeonato Soviético, disputado aos catorze anos — graças a uma mudança nas regras que reduziu a idade — Korbut introduziu dois novos movimentos: O salto Korbut — na trave — e o flip Korbut — um backflip realizado nas barras assimétricas, onde a ginasta apoia os pés na barra mais alta, salta de costas e retoma na pegada frontal a mesma barra. Suas performances lhe renderam apenas a quinta colocação, pois os juízes concluíram que seus movimentos estavam fora do padrão da ginástica, além de serem perigosos. No ano seguinte, a atleta foi medalhista de ouro no salto e de prata nas assimétricas em outra edição do Campeonato Soviético. Internacionalmente, participando da Copa Chinichi, Olga conquistou a segunda colocação do concurso geral. Já nas edições posteriores, em 1971, o desempenho da ginasta rendeu-lhe uma medalha de prata na trave, conquistada no Campeonato Soviético e uma de bronze, na Copa Chinichi.
Aos dezessete anos, Olga Korbut transformou a ginástica em um esporte interessante para as crianças, durante suas apresentações nas Olimpíadas de 1972, em Munique. Rapidamente a ginástica — e, a seguir, outros esportes — foi encampada pelos pré-adolescentes. A ginasta media pouco mais de 1,50 m e pesava cerca de 40 kg. Seu corpo diminuto — que depois se tornaria um padrão para as atletas da especialidade — tornou os exercícios de solo e de barras mais dinâmicos, fortes e com um maior número de acrobacias, se comparados à ginástica praticada até então. Olga, em sua estreia, ganhou a medalha de ouro na trave, nos exercícios no solo e no concurso completo por equipes, além da prata nas barras assimétricas — aparelho no qual especializou-se.
Ao encerramento das Olimpíadas, Korbut ficou famosa — seu estilo agradou o público no mundo inteiro e foi eleita a atleta do ano. Em 1973, a Associated Press também elegeu Olga como a atleta do ano — era a primeira vez em 40 anos de regime soviético. Em seguida, ela foi aos Estados Unidos visitar o presidente Richard Nixon na Casa Branca, em Washington, e o primeiro-ministro inglês. De volta à Grodno, a ginasta retomou os estudos. No ano seguinte, participando de seu primeiro e único Mundial, o Campeonato de Varna em 1974, na Bulgária, Olga conquistou seis das medalhas que disputou: foi ouro por equipes e no salto, e prata no concurso geral, barras assimétricas, trave e solo.
Nos Jogos Olímpicos de Montreal, em 1976, Olga participou de sua última competição: obteve uma medalha de ouro por equipe e uma de prata na trave. Porém, no individual geral, terminou em quinto lugar, em uma apresentação aquém da esperada, mas justificada pela falta de forma — física e psicológica — da atleta. Depois de Montreal, Olga deixou de competir.
Em 1986, o desastre de Chernobyl fez Olga mudar-se para os Estados Unidos com o filho e o marido. Dois anos mais tarde, foi a primeira ginasta (entre homens e mulheres) a figurar no International Gymnastics Hall of Fame. No ano seguinte, diagnosticou um problema na  tireóide, resultado do acidente nuclear. Em 1990, tornou-se porta-voz da Fundação de Ajuda de Emergência Infantil, para crianças vítimas do desastre.
Mais tarde, acabou por divorciar-se e se tornou treinadora. Nos Jogos Olímpicos de 1996 fez parte, como dirigente, da delegação da Bielorrússia. Hoje, vive em Scottsdale, no Arizona e é treinadora do Olga Korbut Gymnastics, onde ensina dança e ginástica sob seu programa de força e condicionamento próprio. No ano 2000 naturalizou-se cidadã americana.
Em 2017, no contexto de dificuldades financeiras, leiloou medalhas de suas conquistas esportivas, incluindo as premiações olímpicas. A venda rendeu a Olga Korbut 173 mil euros.

## Principais resultados
| Ano  | Evento                                    | AA                | Equipe          | Salto sobre o cavalo | Trave            | Barras assimétricas | Solo             |
| ---- | ----------------------------------------- | ----------------- | --------------- | -------------------- | ---------------- | ------------------- | ---------------- |
| 1967 | Campeonato Nacional Soviético (júnior)    |                   |                 | Medalha de ouro      |                  | Medalha de ouro     |                  |
| 1969 | Campeonato Nacional Soviético             | 5.º               |                 |                      |                  |                     |                  |
| 1970 | Copa Chunichi                             | Medalha de prata  |                 |                      |                  |                     |                  |
| 1970 | Campeonato Nacional Soviético             |                   |                 | Medalha de ouro      |                  | Medalha de ouro     |                  |
| 1971 | Copa Chunichi                             | Medalha de bronze |                 |                      |                  |                     |                  |
| 1971 | Campeonato Nacional Soviético             |                   |                 |                      | Medalha de prata |                     |                  |
| 1972 | Jogos Olímpicos                           | 7.°               | Medalha de ouro |                      | Medalha de ouro  | Medalha de prata    | Medalha de ouro  |
| 1972 | Campeonato Nacional Soviético             | Medalha de bronze |                 |                      | Medalha de prata | Medalha de prata    |                  |
| 1972 | Copa Soviética                            | Medalha de ouro   |                 |                      |                  |                     |                  |
| 1973 | Campeonato Europeu                        | Medalha de prata  |                 |                      |                  |                     |                  |
| 1974 | Campeonato Nacional Soviético             | Medalha de prata  |                 | Medalha de ouro      |                  | Medalha de ouro     |                  |
| 1974 | Copa Soviética                            | 4.º               |                 |                      |                  |                     |                  |
| 1974 | Campeonato Mundial de Ginástica Artística | Medalha de prata  | Medalha de ouro | Medalha de ouro      | Medalha de prata | Medalha de prata    | Medalha de prata |
| 1975 | Campeonato Nacional Soviético             | Medalha de ouro   |                 | Medalha de prata     | Medalha de prata |                     |                  |
| 1976 | Jogos Olímpicos                           | 5.°               | Medalha de ouro |                      | Medalha de prata | 5.°                 |                  |
| 1976 | Copa Soviética                            | Medalha de bronze |                 | Medalha de prata     |                  | Medalha de ouro     |                  |